# Diplocentria rectangulata
Diplocentria rectangulata là một loài nhện trong họ Linyphiidae.
Loài này thuộc chi Diplocentria. Diplocentria rectangulata được James Henry Emerton miêu tả năm 1915.